# 사이냅소프트
사이냅소프트(Synapsoft Co., Ltd.) 주식회사는 대한민국의 디지털 문서 전문 기업이다 네이버 메일과 다음 한메일의 미리보기 기능과 네이버 오피스 등을 개발하였다

## 제품
사이냅문서뷰어2025

## 역사
카이스트 전산학과 88학번이였던 전경헌 대표가 냅스터에서 영감을 받아 사이냅을 개발하여 시작하였다.
 거대언어모델인 '사이냅 DU'도 개발 중이다
수퍼스마트라는 상호로 설립되었다가 2년 후 현재의 사명으로 변경하였다

## 투자
KB인베스트먼트가 지분 12.49%를 보유하고 있다

## 상장
2024년 주관사를 NH투자증권으로 공모가 24,500원(희망 공모가 밴드 2만1,000∼2만 4,500원)에 상장할 예정이다.

## 같이 보기
- 오피스

## 참고문헌
1. ↑  장세민, 전경헌 사이냅소프트 대표 "국내 1위 문서 서비스에 생성 AI 도입...AI 전문 SaaS 기업으로 도약", AI타임스, 2023.10.02
2. ↑  임근호, 청년일자리, 强小기업에 길 있다 4주 유급휴가·책 구매 지원…직원들 웃게하는 '강笑기업', 한국경제, 2014년 12월 24일
3. ↑  한경석, 사이냅소프트, ‘사이냅문서뷰어2025’ 출시, 파이낸셜투데이, 2024.12.02
4. ↑  김민선, "20년 전자문서 한 우물...AI로 새 20년 준비", 지디넷, 2020/08/21
5. ↑  사이냅소프트, “디지털 문서 활용 20여년 노하우로 기업 AX 지원”, 전자신문, 2024-06-30
6. ↑  김효진, 벤처붐 때 창업, 디지털 문서 솔루션 한우물 ‘사이냅소프트’…코스닥 상장 시동, 더스탁, 2023.12.15
7. ↑  김가영, KB인베스트먼트, 사이냅소프트 멀티플 3배 회수 기대감, 블로터, 2024.11.06
8. ↑  이안나, 사이냅소프트, 공모가 2만4500원 확정…8일부터 일반청약, 디지털데일리, 2024-11-07